# Вілар-ду-Монте (Барселуш)
Вілар-ду-Монте (порт. Vilar do Monte; МФА: [vi.ˈɫaɾ du ˈmõ.tɨ]) — парафія в Португалії, у муніципалітеті Барселуш. Розташована в північно-західній частині країни, на теренах історичної португальської провінції Дору-Міню. Входить до складу округу Брага. За адміністративним поділом, чинним до 1976 року, терени парафії були складовою провінції Міню. Належить до Бразької архідіоцезії Католицької церкви. Патрон — Ісус Христос. Площа — 4,8918 км². Населення — 667 ос. (2011). Слабо урбанізований регіон. Густота населення — 136,35 осіб/км²
. Код — 030289.

## Населення
| Кількість мешканців | Кількість мешканців | Кількість мешканців | Кількість мешканців | Кількість мешканців | Кількість мешканців | Кількість мешканців | Кількість мешканців | Кількість мешканців | Кількість мешканців | Кількість мешканців | Кількість мешканців | Кількість мешканців | Кількість мешканців | Кількість мешканців |
| ------------------- | ------------------- | ------------------- | ------------------- | ------------------- | ------------------- | ------------------- | ------------------- | ------------------- | ------------------- | ------------------- | ------------------- | ------------------- | ------------------- | ------------------- |
| 1864                | 1878                | 1890                | 1900                | 1911                | 1920                | 1930                | 1940                | 1950                | 1960                | 1970                | 1981                | 1991                | 2001                | 2011                |
| 250                 | 258                 | 207                 | 232                 | 272                 | 272                 | 275                 | 353                 | 380                 | 431                 | 359                 | 523                 | 611                 | 660                 | 667                 |